# Nancy de la Sierra Arámburo
Nancy de la Sierra Arámburo (Ciudad de México; 7 de enero de 1970) es una política mexicana, exmiembro del Partido del Trabajo. Es senadora por el estado de Puebla para el periodo de 2018 a 2024. Actualmente pertenece a la bancada del Partido Revolucionario Institucional.

## Reseña biográfica
Nancy de la Sierra es licenciada en Comunicación egresada de la Universidad Iberoamericana, tiene estudios de maestría en Ciencias de la Familia. Ejerció su profesión en medios de comunicación y como responsable de relaciones públicas, así mismo ejerció la docencia en su misma área de especialidad.
Como miembro del Partido Revolucionario Institucional, de 1999 a 2004 fue directora del Instituto para la Asistencia Pública de Puebla. En 2005 fue postulada y electa diputada a la LVI Legislatura del Congreso del Estado de Puebla por el Distrito 6 del estado, concluyendo su periodo en 2008. En dicho cargo fue vicepresidenta de la Mesa Directiva y presidenta de la Comisión Permanente, así como presidenta de la comisión de Equidad y Género.
En 2013 ocupó el cargo de coordinadora del Programa de Combate a la Pobreza Prospera de la Secretaría de Desarrollo Social en el estado de Puebla; renunció a este cargo en 2015 para ser postulada candidata del PRI a diputada federal por el Distrito 3 de Puebla; sin embargo, no logró obtener el triunfo, que correspondió al candidato del PAN, Juan Pablo Piña Kurczyn. Posteriormente a este hecho, en una entrevista televisiva manifestó «odiar» a los habitantes de la ciudad de Teziutlán —de la que es oriunda y que es cabecera del distrito electoral por el que buscó ser diputada— hecho que le valió el rechazo de sectores y el apodo de #LadyTeziutlán.
En 2017 asumió el cargo el presidenta del DIF en San Pedro Cholula como parte de la administración encabezada como presidente municipal por su esposo, José Juan Espinosa Torres.
Renunció a su militancia en el PRI en 2017, y en 2018 fue postulada candidata al Senado en segunda fórmula por la coalición Juntos Haremos Historia; electa junto con su compañero de primera fórmula, Alejandro Armenta Mier, ejercerá la senaduría en las Legislaturas LXIV y LXV, que concluirán en 2024. En ellas es secretaria de la Mesa Directiva y de la comisión de Relaciones Exteriores; así mismo es miembro de la comisión de Estudios Legislativos, Segunda; de la Medalla Belisario Domínguez; de Puntos Constitucionales; y de Radio, Televisión y Cinematografía.
El 25 de febrero de 2019 solicitó licencia al cargo para buscar la candidatura de Morena en las elecciones extraordinarias a gobernador de ese año, a consecuencia de la muerte de la gobernadora Martha Érika Alonso. Al no lograr esta candidatura, que correspondió a Miguel Barbosa Huerta, retornó al cargo de senadora el 19 de marzo del mismo año. Tras formar parte del Grupo Plural, el 3 de octubre de 2023, se integra a la bancada del PRI en el Senado.